# Полле, Жан
Жан Полле (фр. Jean Pollet; 18 июля 1912 — июль 1982) — швейцарский баскетболист. Участник летних Олимпийских игр 1936 и 1948 годов.

## Биография
Жан Полле родился 18 июля 1912 года.
Играл в баскетбол за женевскую «Уранию» и «Женеву». Был капитаном «Женевы».
В 1935 году участвовал в чемпионате Европы в Женеве, где сборная Швейцарии заняла 4-е место.
В 1936 году вошёл в состав сборной Швейцарии по баскетболу на летних Олимпийских играх в Берлине, поделившей 9-14-е места. Провёл 3 матча, набрал (по имеющимся данным) 1 очко в матче со сборной Канады.
В 1946 году участвовал в чемпионате Европы в Женеве, где швейцарцы заняли 5-е место. Провёл 3 матча, набрал 10 очков (6 в матче со сборной Нидерландов, по 2 — с Чехословакией и Бельгией).
В 1948 году вошёл в состав сборной Швейцарии по баскетболу на летних Олимпийских играх в Лондоне, занявшей 21-е место. Провёл 5 матчей, набрал 15 очков (5 в матче со сборной Чехословакии, по 4 — с Аргентиной и Китаем, по 1 — с США и Египтом).
После окончания игровой карьеры работал тренером.
В 1968 году стал почётным членом Федерации баскетбола Швейцарии.
Умер в июле 1982 года.